# Jesús Dueñas
Jesús Alberto Dueñas Manzo (ur. 16 marca 1989 w Zamorze) – meksykański piłkarz występujący na pozycji defensywnego pomocnika lub bocznego obrońcy, reprezentant Meksyku.

## Kariera klubowa
Dueñas pochodzi z miasta Zamora w stanie Michoacán i grę w piłkę rozpoczynał w wieku siedmiu lat w tamtejszych zespołach, występujących w amatorskich rozgrywkach Liga de Zamora. Jako nastolatek przez krótki czas terminował w akademiach juniorskich klubów Chivas de Guadalajara i CF Pachuca, jednak za każdym razem był zmuszony do szybkiego powrotu do rodzinnej miejscowości z powodu tragedii rodzinnej (śmierć odpowiednio ojca i brata). Profesjonalną karierę rozpoczął jako szesnastolatek w tamtejszym trzecioligowym klubie Jaguares de Zamora, którego barwy reprezentował przez dwa lata, po czym został zawodnikiem drugoligowej ekipy Petroleros de Salamanca. Tam z kolei spędził rok, przeważnie jednak będąc rezerwowym graczem. W lipcu 2008 został piłkarzem grającego w najwyższej klasie rozgrywkowej zespołu Tigres UANL z siedzibą w Monterrey, gdzie jednak przez pierwsze trzy lata występował wyłącznie w drugoligowych rezerwach – Tigres B – lub w lidze młodzieżowej.
W pierwszym zespole Dueñas premierowy mecz rozegrał za kadencji szkoleniowca Manuela Lapuente, w styczniu 2009 z Atlasem (1:1) w ramach rozgrywek kwalifikacyjnych do Copa Libertadores – InterLigi. W tym samym roku triumfował również z Tigres w rozgrywkach SuperLigi, jednak na stałe do seniorskiej drużyny został włączony dopiero w wieku dwudziestu dwóch lat przez trenera Ricardo Ferrettiego. W meksykańskiej Primera División zadebiutował 17 września 2011 w przegranym 0:1 spotkaniu z Atlante, zaś pierwszą bramkę w lidze zdobył 6 listopada tego samego roku w wygranej 1:0 konfrontacji z Pueblą. Już w swoim premierowym, jesiennym sezonie Apertura 2011 zdobył z Tigres tytuł mistrza Meksyku, będąc jednak głębokim rezerwowym ekipy. Dopiero rok później zaczął regularnie pojawiać się na boiskach, natomiast kluczowym zawodnikiem ekipy (początkowo jako prawy obrońca, potem w roli defensywnego pomocnika) został w lipcu 2013.
W wiosennym sezonie Clausura 2014 Dueñas zdobył z Tigres puchar Meksyku – Copa MX, a także zajął drugie miejsce w krajowym superpucharze – Supercopa MX. Podczas rozgrywek Apertura 2014 wywalczył natomiast tytuł wicemistrza kraju, a w 2015 roku dotarł z ekipą prowadzoną przez Ferrettiego do finału najbardziej prestiżowych rozgrywek południowoamerykańskiego kontynentu – Copa Libertadores. W sezonie Apertura 2015 zdobył drugie w swojej karierze mistrzostwo Meksyku, będąc czołowym pomocnikiem ligi meksykańskiej i tworząc podstawowy duet w środku pola z Guido Pizarro, natomiast w 2016 roku doszedł do finału Ligi Mistrzów CONCACAF.
| Sezon     | Klub                    | Kraj   | Rozgrywki  | Mecze    | Bramki   |
| --------- | ----------------------- | ------ | ---------- | -------- | -------- |
| 2007/2008 | Petroleros de Salamanca | Meksyk | Ascenso MX | 13       | 0        |
| 2008/2009 | Tigres B                | Meksyk | Ascenso MX | 22       | 4        |
| 2009/2010 | Tigres UANL             | Meksyk | Liga MX    | juniorzy | juniorzy |
| 2010/2011 | Tigres UANL             | Meksyk | Liga MX    | juniorzy | juniorzy |
| 2011/2012 | Tigres UANL             | Meksyk | Liga MX    | 16       | 1        |
| 2012/2013 | Tigres UANL             | Meksyk | Liga MX    | 32       | 0        |
| 2013/2014 | Tigres UANL             | Meksyk | Liga MX    | 34       | 2        |
| 2014/2015 | Tigres UANL             | Meksyk | Liga MX    | 37       | 3        |
| 2015/2016 | Tigres UANL             | Meksyk | Liga MX    |          |          |

## Kariera reprezentacyjna
W 2009 roku Dueñas został powołany przez szkoleniowca Juana Carlosa Cháveza do reprezentacji Meksyku U-20 na Mistrzostwa Ameryki Północnej U-20. Podczas turnieju rozgrywanego na Trynidadzie i Tobago pełnił rolę podstawowego zawodnika kadry – wystąpił we wszystkich trzech spotkaniach (z czego w dwóch w pierwszym składzie) lecz jego kadra z bilansem remisu i dwóch porażek zajęła ostatnie miejsce w grupie, nie kwalifikując się na odbywające się kilka miesięcy później Mistrzostwa Świata U-20 w Egipcie.
W seniorskiej reprezentacji Meksyku Dueñas zadebiutował za kadencji selekcjonera Miguela Herrery, 31 marca 2015 w wygranym 1:0 meczu towarzyskim z Paragwajem. W tym samym roku został powołany na Złoty Puchar CONCACAF, podczas którego wystąpił tylko w jednym z pięciu możliwych meczów – w finale z Jamajką (3:1), po którym Meksykanie triumfowali w tym turnieju. Premierowego gola w kadrze narodowej strzelił w szóstym występie, 10 lutego 2016 w wygranym 2:0 sparingu z Senegalem.